# Schoop
Schoop ist ein zumeist norddeutscher und Schweizer Familienname.

## Herkunft und Bedeutung
Der Begriff Schoop stammt aus dem Plattdeutschen und ist dort die Bezeichnung für ein Schaf (auch niederdeutsch Schaap).
Der Schweizer Name Schoop ist aus dem römischen Namen Scopius abgeleitet.

## Bekannte Namensträger
- Adrian Schoop (* 1985), Schweizer Unternehmer und Politiker
- Albert Schoop (1919–1998), Schweizer Kunsthistoriker, Literaturhistoriker und Autor.
- August Schoop (1858–1932), deutscher Historiker
- Christian B. Schoop (1970), Schweizer Unternehmer, Erfinder, Dozent und Mentor
- Eric Schoop (* 1958), deutscher Volkswirt und Wirtschaftsinformatiker
- Friedrich Maximilian Schoop (1871–1924), Schweizer Journalist und Hotelier
- Hedi Schoop (1906–1995), Schweizer Tänzerin, Kabarettistin, Bildhauerin, Malerin und Fabrikantin
- Jacob Schoop (* 1988), dänischer Fußballspieler
- Jürg Schoop (1934–2024), Schweizer Maler, Objektkünstler und Fotograf
- Max Schoop (Maler) (1902–1984), Schweizer Maler
- Max Ulrich Schoop (1870–1956), Schweizer Erfinder des Metallspritzverfahrens
- Paul Schoop (Chemiker) (um 1858–1907), Schweizer Elektrochemiker
- Paul Schoop (Komponist) (1909–1976), Schweizer Komponist
- Steven Schoop (* 1987), Schweizer Eishockeyspieler
- Trudi Schoop (1903–1999), Schweizer Tänzerin, Tanztherapeutin und Kabarettistin
- Uli Schoop (1903–1990), Schweizer Bildhauer
- Ulrich Schoop (1830–1911), Schweizer Kunstpädagoge
- Werner Schoop (1924–2011), Medizinprofessor und ein Wegbereiter der Angiologie